# Weinknorzen

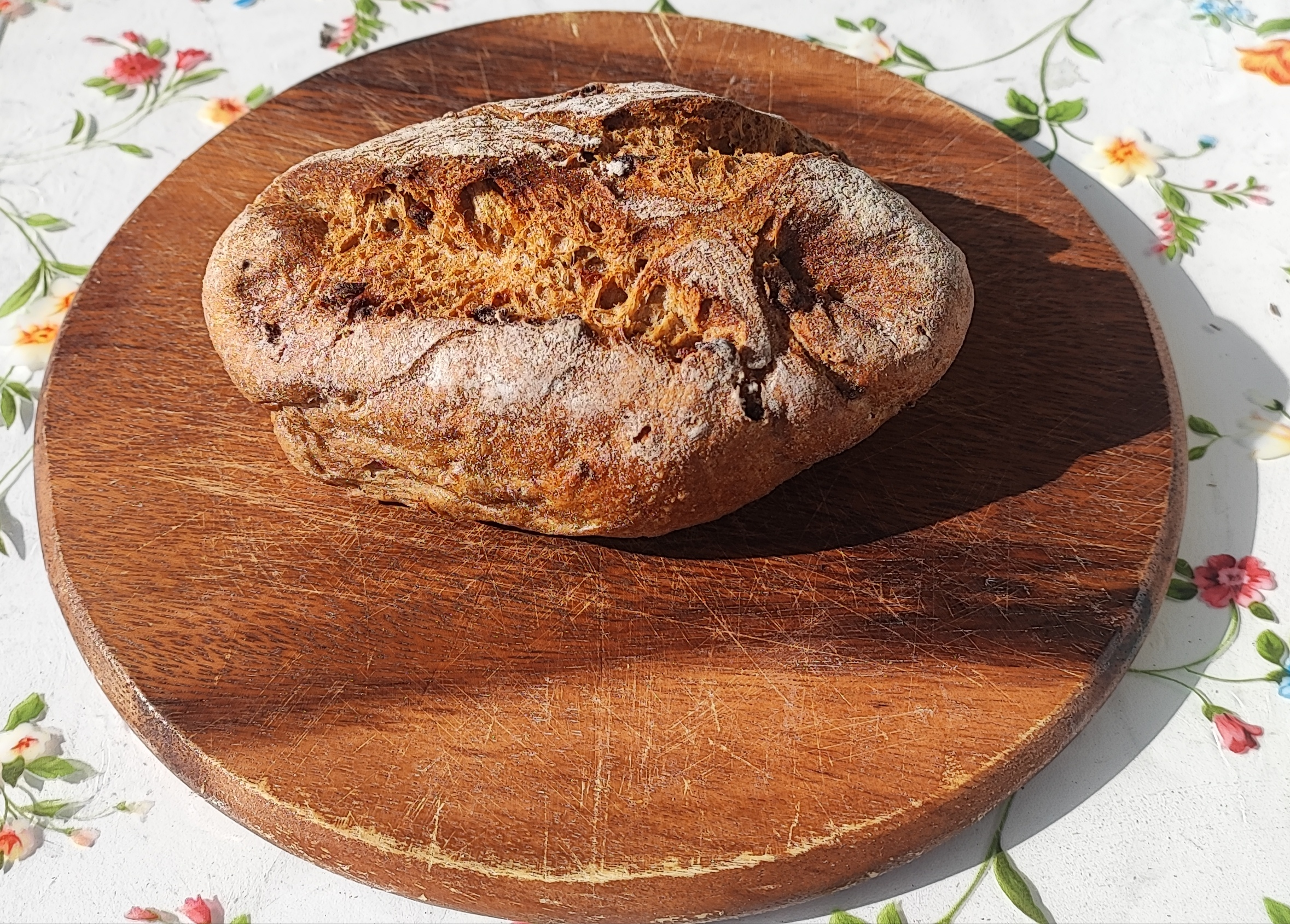
Weinknorzen auf Brettchen

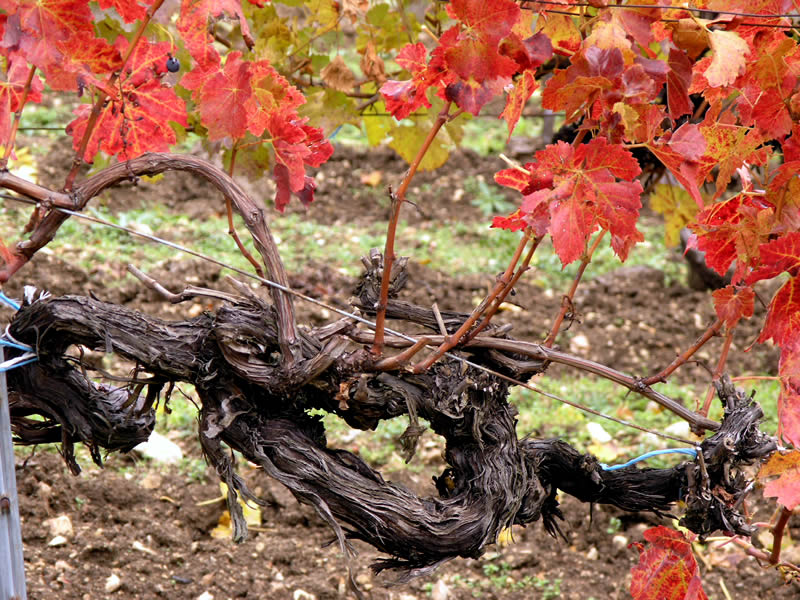
Namensgeber ist der Stamm des Weinstocks

Als Weinknorzen wird eine besondere Form von Brötchen bezeichnet, die mit Roggenmehl gebacken werden und mit Kümmel und/oder Salz bestreut sind. Der Name kommt vom Aussehen der „Knorzen“, die dem knorrigen Stamm einer Weinrebe ähnlich sind. Oft werden Weinknorzen auch mit Zwiebeln und Speck zubereitet.
Weinknorzen sind vor allem in Südwestdeutschland, insbesondere in den Regionen Rheinhessen und der Pfalz, sehr populär. Im lokalen Dialekt werden sie unter anderem „Wingertsknorze“ (Wingert = Weingarten), „Weiknorze“ oder „Woiknorze“ (Wei bzw. Woi = Dialekt für Wein) genannt.
Wie das Bierbrot, wird der Weinknorzen mit regionaltypischen Rohstoffen (Wein bzw. Bier) hergestellt.